# Jules Pierre van Biesbroeck
Pour les articles homonymes, voir Van Biesbroeck.
Jules Pierre van Biesbroeck (né le 25 octobre 1873 à Portici et mort le 27 janvier 1965  à Bruxelles) est un peintre, sculpteur belge du XXe siècle.

## Biographie
Jules Pierre van Biesbroeck est le fils de Jules Evariste van Biesbroeck, peintre de Gand, et le neveu du sculpteur Louis Pierre Van Biesbroeck. Jules est né en Italie à Portici, près de Naples, au cours d'un voyage effectué par ses parents (au XIXe siècle, de nombreux artistes faisaient des voyages éducatifs en Italie). La famille retourne à Gand alors que Jules Pierre a déjà deux ans.
Le garçon, après une courte période de pratique avec son père, est inscrit à l'École d'art de Gand. Son premier tableau, Le Pâtre, est vendu à la Triennale de Gand. En 1888, à l'âge de 15 ans, il fait ses débuts au "Salon des Champs-Élysées" à Paris avec son œuvre Le Lancement d'Argo. La toile, mesurant 7,5 m sur 2,6 m, provoque un émoi pour la nudité de ses personnages. Le garçon, appelé à Paris, étonne pour son jeune âge et obtient une "mention spéciale". Cependant, afin de pouvoir exposer le tableau, ses personnages furent "habillés" avec des draperies.
En 1895, il commence à se consacrer à la sculpture et il est récompensé par des ordres y compris un monument à François Laurent, pour une place à Gand et un autre en l'honneur de Jean Volders.
En 1897, il arrive en deuxième position dans le Prix de Rome belge pour la sculpture après Henri Boncquet et 1898. Il sera encore deuxième dans la section consacrée à la peinture.
En Italie, il est possible de voir un de ses tableaux, La deposizione, à Bordighera dans l'Église de l'Immaculée conception ou de Terrasanta.
En 1926, il fait un voyage en Afrique du Nord et notamment l'Algérie, ce qui va l'influencer. La lumière et l'atmosphère du Maghreb va le pousser à utiliser des couleurs plus claires et de s'engager dans des sujets orientaux. La ville d’Alger a une telle influence sur lui, qu’il décida d’y rester pendant neuf ans, jusqu'en 1938. Son atelier, appelé "La volière” deviendra un lieu renommé dans la ville.